# Юрочки
Юрочки (укр. Юрочки) — село,
Хоришковский сельский совет,
Козельщинский район,
Полтавская область,
Украина.
Код КОАТУУ — 5322085019. Население по переписи 2001 года составляло 12 человек.

## Географическое положение
Село Юрочки находится на расстоянии в 1 км от сёл Михайлики и Костовка.
К селу примыкает большое болото с небольшими заросшими озёрами.